# Autorretrato con fondo azul
Autorretrato con fondo azul es un autorretrato pintado por el pintor Ignacio Zuloaga en 1942. Seguramente esta es la imagen más famosa del pintor y durante la época franquista, en 1954, fue precisamente ésta la que se utilizó para el billete de 500 pesetas, aunque no fue su único retrato.

## Descripción
Zuloaga se retrató a sí mismo sobre un fondo azul difuminado. Aparece de medio cuerpo, vestido de calle, pero con paleta y pinturas listas para trabajar. La luz resalta un lado de su rostro, mientras que el otro permanece en la oscuridad. Se inserta el pulgar de la mano derecha en el bolsillo del chaleco, lo que, en cierto modo, crea un punto de tensión en la pintura.